# دستگرد (بخش مرکزی سربیشه)
دستگرد یک روستا در ایران است که در بخش مرکزی شهرستان سربیشه واقع شده‌است. دستگرد ۱۱۶ نفر جمعیت دارد.